# Ivan Grnja
Ivan (Ivica) Grnja (Darda, 26. travnja 1948.), bivši je hrvatski nogometaš, danas nogometni trener. Igrao je na mjestu napadača. Odlikovala ga je brzina, dobar dribling, okretnost i vrlo dobar centaršut. Nekoliko je puta igrao za razne uzrasne i ine jugoslavenske reprezentacije (olimpijska, mlada, B-reprezentacija).

## Igračka karijera
Igrao je u trima osječkim klubovima: Željezničaru (1967. – 68.) i Metalcu OLT (1968. – 72.). Uočili su ga u Osijeku u kojem je proveo deset godina (1972. – 82.) i odigrao 520 utakmica, nakon čega je bio jednu sezonu u belomanastirskoj Šparti (1982. – 83.). Još je poslije toga igrao jednu godinu u svom starom klubu Metalcu OLT (1983. – 84.).
Tijekom igranja za Osijek u dvama je navratima kratko igrao u Sjevernoameričkoj nogometnoj ligi za klubove Croatiju iz Toronta (1976.) te za Rowdiese iz Tampa Baya (1979.). Kad se Croatia iz Toronta udružila s Toronto Metros, nastao je klub Toronto Metros-Croatia. Godine 1979 klub je prodan i preimenovan u Toronto Blizzard. Igrajući s Ivanom Lukačevićem i Eusebiom osvojio je naslov prvaka NASL-a 1976. godine.

## Trenerska karijera
Nakon što je završio sezonu s Metalcem OLT 1984., ostavio se igranja i prešao u trenere. Iste je godine počeo raditi kao nogometni trener u NK Osijeku. U Osijeku je radio sa svim uzrasnim kategorijama. Uskoro je došao i do trenera prve postave Osijeka (1991. i 1993./94.), Belišća (1995./96.) te Đakova (1996.). Nakon toga vodio je jednu sezonu 1996./97. nogometnu školu u NK Osijeku.
Bio je pomoćni trener Dražanu Jerkoviću 17. listopada 1990. godine u Zagrebu, u prvoj povijesnoj prijateljskoj utakmici hrvatske nogometne reprezentacije od uspostave neovisnosti protiv reprezentacije SAD-a, u kojoj je Hrvatska pobijedila 2:1.
Poslije radio je u Hrvatskom nogometnom savezu od 1997. do 2013. kao regionalni instruktor. 2000. godine bio je izbornik hrvatske juniorske reprezentacije, a 2005. hrvatske reprezentacije za igrače do 21 godine te 2008. hrvatske reprezentacije za igrače do 19 godina.

## Priznanja

### Igrač
Toronto Metros-Croatia
- NASL (1): 1976.

### Trener

#### Individualna
- Dobitnik je najviše nagrade Hrvatskog nogometnog saveza, Trofej podmlatka, 2015. godine.